# Кодин (Кимгван Кая)
Кодин (кор. 거등왕, 居登王, Geodeung wang, Kŏdŭng wang) — корейський ван, другий правитель держави Кимгван Кая, що розташовувалась у долині річки Нактонган у період Трьох держав.
Відповідно до переказів був сином і спадкоємцем вана Суро, легендарного засновника держави.